# Grua torre
|  | Per a altres significats, vegeu «Grua (desambiguació)». |

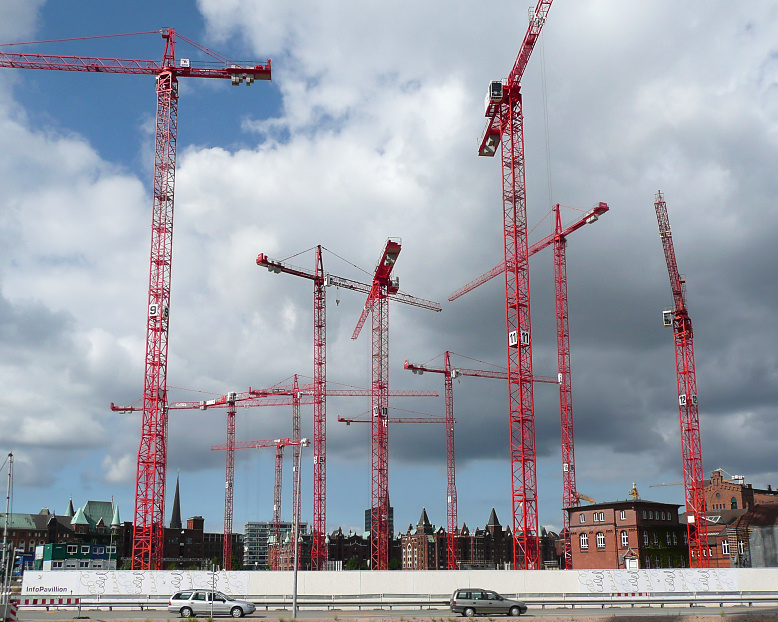
Concentració de grues torres en un sector d'obres. La Grua torre és utilitzada principalment en la construcció de edificis.

S'anomena  grua torre  un tipus de grua d'estructura metàl·lica desmuntable moguda per motors elèctrics especialment dissenyada per a treballar com a eina en la construcció.

## Tipus
Per la seva mobilitat es classifiquen en:
- Fixes: Són les grues que no incorporen en el seu funcionament maniobres de translació, és a dir, la capacitat de traslladar-se a si mateixes de manera autònoma per mitjà de rails o altres mitjans.
  - Recolzades: Són aquelles que centren la seva gravetat mitjançant contrapesos o llasts situats a la base.
  - Encastades: Són aquelles que centren la seva gravetat a terra per mitjà d'un primer tram de la seva mecano ancorat a terra encofrats amb formigó en una sabata o amb altres mitjans anàlegs.

- Mòbils: Són aquelles que tenen capacitat de moviment autònom.
  - Amb translació: Per regla general per mitjà de rails convenientment situats a terra.
  - Enfiladissa: Capaços d'elevar-se per mitjà de sistemes de grimpat (amb cables o cremalleres) fermament fins a l'edifici que es construeix.
  - Telescòpica: Capaços d'elevar-se sobre si mateixes allargant-se per mitjà de trams amples i estrets embeguts uns sobre altres.

Per la seva ploma:
- Grua de ploma horitzontal
- Grua de ploma abatible

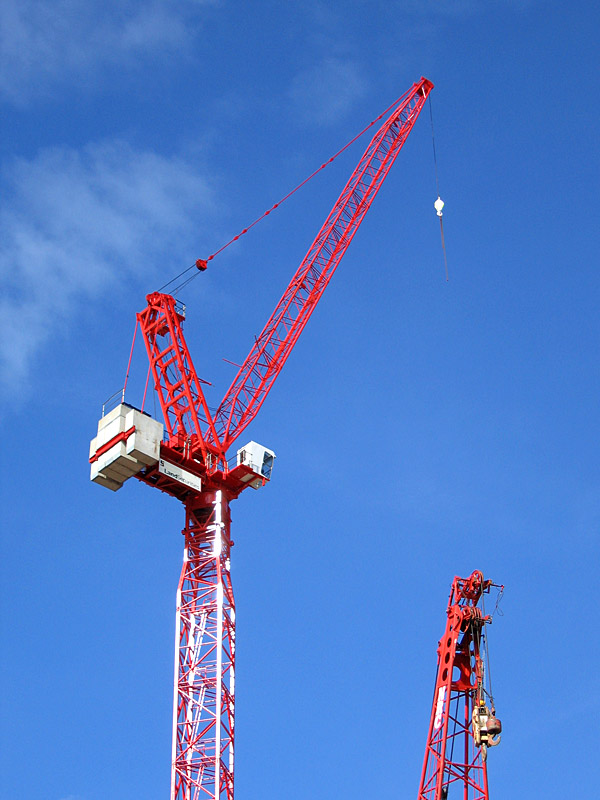
Les grues torres de ploma abatible són capaços de produir moments de càrrega superiors.

Producció: E COMANSA, F Potain, D Liebherr, D WOLFFKRAN

## Elements principals
- Base o Carretó
- Llast d'estabilitat
- Pal
- Corona de gir o orientació
- Plataforma giratòria
- Torreta, cim o porta fletxes
- Contra ploma o contra fletxa
- Contrapès aeri
- Ploma o fletxa
- Carro de ploma
- Polipast o ganxo
- Tirants de ploma i/o contrafletxa
- Cables de treball
- Swichts
- Pilar

## Característiques

### Moviments
- Elevació
- Orientació o gir
- Distribució
- Translació

### Característiques elementals
- Abast màxim
- Alçada sota ganxo
- Alçada autoestable
- Càrrega en punta
- Càrrega màxima
- Càrrega nominal
- Potència de connexió de servei
- Diagrama de càrregues

### Velocitats
- Velocitats d'elevació
- Velocitats de carro, gir i translació.

## Mecanismes
- Mecanisme d'elevació
- Mecanisme de gir
- Mecanisme de distribució
- Mecanisme de translació
- El cable d'acer com a mecanisme
  - Elements del cable
  - Tipus de cables
  - Tambors i politges de guia per al cable i la ploma

## Advertències
- El muntatge i el desmuntatge

El muntatge i desmuntatge són potser les parts més difícils i perilloses de tots els processos que es relacionen amb aquest tipus d'equips, ja que el mínim error de qualsevol dels seus participants podria significar una col·lisió segura.
- Les forces que actuen

com per exemple la velocitat del vent, ja que ella pot fer que la grua es desplomi
- Els moments
- Estabilitat i equilibri
- El arriostrament
- Les sobrecàrregues, el vent i altres factors
- La caiguda
- Sol·licitacions degudes als moviments principals.

Aquestes sol·licitacions s'originen per l'aixecament més o menys brusc i les acceleracions del moviment d'elevació, així com les accions verticals degudes al rodolament.
Aquestes sol·licitacions es cobreixen multiplicant la càrrega de servei per un factor anomenat "coeficient dinàmic" (φ) que es calcula amb la següent expressió:
φ = 1+ε VL
Sent:
VL la velocitat d'elevació en m/s, prenent com a valor màxim de velocitat d'elevació 1 m/s
• el coeficient experimental, resultat de multitud de mesures realitzades en diferents tipus d'aparells.
Per grues ploma ε = 0,3.
Pel que: SL = φ S'L
Com φ considera l'elevació més o menys brusca de la càrrega que constitueix el xoc més important, podem menysprear les sol·licitacions degudes a les acceleracions del moviment d'elevació i les accions verticals degudes al rodolament
- Sol·licitacions degudes als moviments horitzontals de translació ia efectes de xoc.

1. Càrregues degudes al moviment de translació: Aquestes càrregues són originades pel moviment de translació que pot tenir tota la grua en conjunt des de la base. Aquest tipus de càrrega es suposa que i una força horitzontal aplicada a l'escaire de la grua, que és aproximadament el CDG Aquest valor de la càrrega el podem quantificar mitjançant:
On:
"A" és l'acceleració en m/s2 i el seu valor depèn del grau de velocitat seleccionat pel seu ús.
"Q" és la càrrega total sobre les rodes motrius en tones.

## Dispositius de seguretat
Els dispositius de seguretat s'encarreguen d'aturar o limitar la grua quan s'està fent un ús inadequat d'ella o hi ha algun perill.

### Limitadors de sobreesforços
- Limitador de càrrega : Impedeix que la grua llevant pes per sobre del seu límit operatiu.
- Limitador de parell : Impedeix que la grua llevant per sobre del moment nominal de la grua i que poden produir la seva bolcada. Interromp, igual que l'anterior, el moviment d'elevació en el sentit de pujada però a més interromp el moviment de distribució en el sentit de l'avanç de carro.

### Limitadors de recorregut
- Limitador d'elevació : Limitador per al moviment d'elevació tant en el sentit d'ascens com en el de descens, abans que el ganxo arribi als seus límits de treball i pugui produir algun deteriorament.
- Limitador de distribució : Impedeix que el carro es desplaci més enllà d'uns determinats límits que existeixen en ambdós extrems de la ploma.
- Limitador d'orientació : Imposen una restricció en el nombre de voltes de la plataforma giratòria en un o altre sentit, per tal que no se sotmetin a excessius esforços de torsió les manqueras elèctriques d'alimentació.
- Limitador de translació : Per aturar la translació de la grua.
- Limitador especial de recorregut . Impedir que realitzi el cercle complet de gir.